# Bigges Quarter
Bigges Quarter var en civil parish 1866–1955 när det uppgick i Longhorsley, i grevskapet Northumberland i England. Civil parish var belägen 12 km från Morpeth och hade 189 invånare år 1951.